# Waste Management
„Waste Management“ е третият и последен английски студиен албум на руския дует Тату издаден през декември 2009.

## Списък с песните

### Стандартна версия
1. „White Robe“ – 3:16
2. „You and I“ – 3:16
3. „Sparks“ – 3:09
4. „Snowfalls“ – 3:15
5. „Марсианские Глаза“ – 3:10
6. „Little People“ – 3:28
7. „Waste Management“ – 2:04
8. „Running Blind“ – 3:39
9. „Fly on the Wall“ – 3:59
10. „Time of the Moon“ – 3:24
11. „Don't Regret“ – 3:09

### Бонус песни
1. „Белый Плащик (Fly Dream Remix)“ – 5:32
2. „Running Blind (Transformer Remix)“ – 3:53
3. „Don't Regret (Sniper Remix)“ – 4:58

### Съвършена версия
1. „White Robe“ – 3:09
2. „You and I“ – 4:27
3. „Sparks“ – 3:30
4. „Snowfalls“ – 4:12
5. „Марсианские Глаза“ – 4:10
6. „Little People“ – 4:19
7. „Waste Management“ – 2:49
8. „Running Blind“ – 4:41
9. „Fly on the Wall“ – 5:09
10. „Time of the Moon“ – 4:36
11. „Don't Regret“ – 4:26
12. „Clock-Work“ – 0:11

### Бонус песни
1. „Белый Плащик (Fly_Dream Remix)“ – 5:32
2. „Running Blind (Transformer Remix)“ – 3:51
3. „Don't Regret (Sniper Remix)“ – 4:57